# تپه چال خزینه
تپهٔ چال خزینه مربوط به هزاره اول قبل از میلاد است و در شهرستان کوهدشت، بخش طرهان، دهستان طرهان، ۱/۱ کیلومتری جنوب غربی روستای دمروستان واقع شده و این اثر در تاریخ ۲۲ اسفند ۱۳۸۵ با شمارهٔ ثبت ۱۸۲۰۰ به‌عنوان یکی از آثار ملی ایران به ثبت رسیده است.